# Fort de Genas
Pour les articles homonymes, voir Genas (homonymie).
Le fort de Genas est un fort construit entre 1886 et 1890 dans la commune de Genas au sud-est de Lyon. Il est l'un des maillons de la deuxième ceinture de Lyon et plus globalement du système Séré de Rivières.

## Caractéristiques
Le fort comportait une caserne pour 380 hommes construite en maçonnerie et renforcée par une carapace de béton de deux mètres d'épaisseur. Six plateformes de tir d'artillerie étaient aussi présentes en direction de l'est, les fossés étant défendus par trois coffres de contre-escarpe et une caponnière double à l'entrée du fort. L'entrée était protégée par une grille de 3,4 m de haut et un pont glissant à effacement latéral.

## Histoire
Le fort sera presque entièrement détruit par les Allemands en 1944 lors de leur retrait.

## Utilisation contemporaine
Le fort est remblayé et interdit d'accès par la ville de Genas. Seules subsistent les ruines de la maison du gardien à l'entrée et environ 7 bunkers et des débris sont restés après la retraite de l'armée allemande.
La vente du "bois du Fort" par la mairie, à un promoteur immobilier (dans l'intention de raser la forêt pour en faire un lotissement) est à l'étude depuis 2018.